# Davča (Železniki, Slovenija)
Davča je naselje u slovenskoj Općini Železniku. Davča se nalazi u pokrajini Gorenjskoj i statističkoj regiji Gorenjskoj. 

## Stanovništvo
Prema popisu stanovništva iz 2002. godine naselje je imalo 260 stanovnika.